# Luca Gallesi
Luca Gallesi, né le 17 avril 1961 à Milan, est un écrivain et journaliste italien.

## Biographie
Il est professeur en Langue et littérature anglaise au Liceo Linguistico Alessandro Manzoni de Milan. Il collabore aux pages culturelles de quotidiens et magazines nationaux tels que Avvenire, Il Giornale, Studi Cattolici, Letture et Antarès.

## Travaux
Il publie en 2012 l'essai C'era una volta l'economia (Il était une fois l'économie en 2015 en France). C'est une approche historico-économique des contes de fées qui révèle les sources du Magicien d'Oz et de Mary Poppins, le premier étant lié à la querelle du bimétallisme, l'autre étant inspiré du crédit social. La thèse du lien entre le Magicien d'Oz et la querelle du bimétallisme vient d'Henry Littlefield, professeur dans un lycée de l'État de New York, qui a publié l’article The Wizard of Oz : Parable on Populism dans la revue American Quarterly en 1964,.

### en italien
- Esoterismo e folklore in William Butler Yeats : La rosa segreta, Nuovi Orizzonti, 1990, 209 p. (ISBN 978-88-85075-23-8)
- Ezra Pound educatore, Terziaria, 1997
- Le origini del fascismo di Ezra Pound, Ares, 2005, 312 p. (ISBN 978-88-8155-337-2)
- C'era una volta l'economia : Oro e lavoro nelle favole dal «Mago di Oz» a «Mary Poppins», Bietti, 2012, 90 p. (ISBN 978-88-8248-271-8)

### en français
- Il était une fois l'économie : l'or et le travail dans les contes, du "Magicien d'Oz" à "Mary Poppins" [« C'era una volta l'economia »]  (trad. de l'italien), Paris, Pierre-Guillaume de Roux, 2015, 127 p. (ISBN 978-2-36371-122-9)